# Charles Petitjean

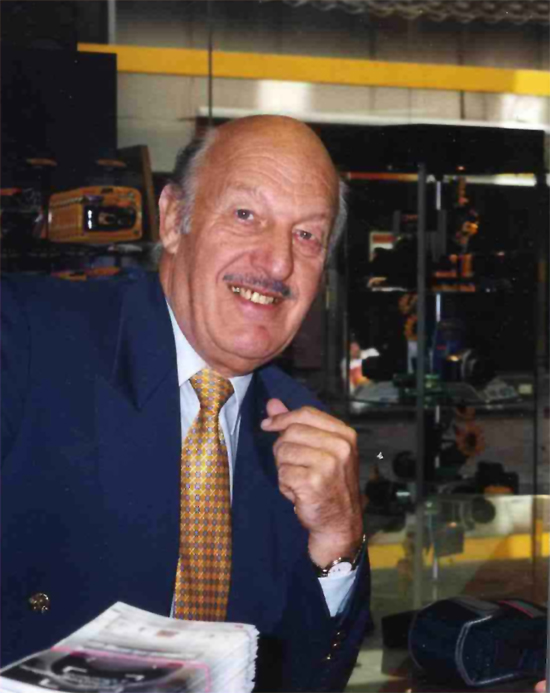
Charles Petitjean

Charles Petitjean (Luttre, 2 juli 1934) was een Belgisch volksvertegenwoordiger, senator en burgemeester.

## Levensloop
Hij was de zoon van een Verzetsman en zijn moeder werd erkend door het Instituut Yad Vashem als Rechtvaardige onder de volkeren voor het redden van Joden tijdens de Tweede Wereldoorlog.
Met een diploma in verzekeringen, werd hij inspecteur bij de AG. 
Na lessen te hebben gevolgd in de Kaderschool Omer Vanaudenhove, werd hij actief in de Liberale Partij. Hij werd op eenentwintig jaar voorzitter van de PLP-afdeling in Luttre en werd nationaal secretaris van de Jeunesses libérales. Van 1967 tot 1970 was hij er voorzitter van. Als een van de medestichters van de PLP-PVV, was hij gedurende jaren lid van het nationaal bestuur, en vervolgens van de Waalse besturen van de PRLW en de PRL. Hij verzette zich tegen de stichting van de Mouvement Réformateur (MR) en werd er geen lid van.
In 1964 werd hij verkozen als gemeenteraadslid voor Luttre. Hij werd onmiddellijk eerste schepen en in 1971 burgemeester. Na de fusie in 1977 van Luttre en Pont-à-Celles, werd hij de eerste burgemeester van de fusiegemeente. In 1983 werd hij in zijn ambt bevestigd, aan het hoofd van een sterke meerderheid van liberalen en PSC. 
Van 1965 tot 1981 was Petitjean provincieraadslid van Henegouwen, waarna hij van 1981 tot 1987 voor het arrondissement Charleroi in de Kamer van volksvertegenwoordigers zetelde. Hierdoor zetelde hij ook in de Waalse Gewestraad en de Raad van de Franse Gemeenschap. Vervolgens was hij van 1987 tot 1991 als provinciaal senator voor Henegouwen lid van de Belgische Senaat.
Bij de gemeenteverkiezingen van 1988 verloor zijn partij een paar zetels, maar hij kon een nipte meerderheid behouden met zijn coalitie. Nochtans, na de verkiezingen, stapte een van zijn raadsleden over naar de PS en kon een meerderheid Ecolo-PS worden gevormd die Petitjean naar de oppositie verwees. In 1994 werd die nieuwe meerderheid bevestigd.
Verliezend op het lokale vlak, werd Petitjean door zijn partij ook niet meer op verkiesbare plaatsen gesteld voor de wetgevende verkiezingen. Hij slaagde er ook niet in om in 1997 het voorzitterschap te veroveren van de liberale federatie voor het arrondissement Charleroi.
Om allerhande redenen werd hij in juli 2000 uit de partij gestoten. Hij nam aan de gemeenteraadsverkiezingen in oktober daaropvolgend deel onder de naam UC - Union Communale, behaalde zes zetels, maar bleef in de oppositie. In 2003 was hij kandidaat voor de wetgevende verkiezingen op een lijst Défi libéral, maar dit werd een fiasco. In juni 2004 nam hij plaats op een lijst van het Front National en werd verkozen tot Waals Parlementslid voor het arrondissement Charleroi. Hierdoor kwam hij ook opnieuw in het Parlement van de Franse Gemeenschap terecht. In 2006 nam hij in Pont-à-Celles deel aan de gemeenteverkiezingen onder de naam Front National en behaalde drie zetels.
Het ging vervolgens bergaf met het Waalse Front National en voor de gewestelijke verkiezingen van 2009 behaalde Petitjean slechts 800 stemmen en werd niet herkozen. In 2012 kwam ook zijn mandaat van gemeenteraadslid van Pont-à-Celles ten einde.